# Григориу, Аурелия Андреевна
Ауре́лия Андре́евна Григо́риу (рум. Aurelia Grigoriu, род. 2 апреля 1962 года, Новые Анены) — Парламентский адвокат Республики Молдова, омбудсмен (2008—2015), член Коллегии адвокатов Молдовы.

## Биография
Аурелия Григориу является магистром государственного управления, магистром прав, имеет высшее юридическое образование. Также она окончила аспирантуру Национальной Академии государственного управления при Президенте Украины.
30 октября 2008 года Аурелия Григориу постановлением Парламента Республики Молдова № 222-XVI была на пятилетний срок назначена Парламентским адвокатом Республики Молдова по предложению правящей на тот момент Коммунистической партии Молдовы. До назначения на этот пост Аурелия Андреевна Григориу вела профессиональную деятельность, как специалист в области человеческих ресурсов на железнодорожном транспорте, советник в Исполнительном комитете кишинёвского сектора Центр, также работала директором юридической фирмы «Vistarn» и в созданном и возглавляемом ею индивидуальном адвокатском бюро «Аурелия Григориу» (рум. Biroul Avocatilor «Aurelia Grigoriu»). Является членом Коллегии адвокатов Республики Молдова и лицензированным адвокатом.
14 и 15 мая 2013 года под патронажем Аурелии Григориу в Кишинёве был проведён Международный фестиваль искусств «Plai Natal» (рус. «Родимый край»).
В сентябре 2014 года Григорию не прошла конкурс на новый срок на должность парламентского адвоката Республики Молдова.
Аурелия Григориу также известна своим отрицанием геноцида армян.

### Выступление в Армении
4 июля 2013 года Аурелия Григориу, выступая перед Парламентом Армении на конференции «Европейские стандарты верховенства права и границы усмотрения в странах — членах Совета Европы» назвала действия Армении в отношении Карабаха агрессией, продолжающейся более, чем 25 лет, оккупацией 20 % территории Азербайджана и заявила, что данные действия противоречат международному праву.
Данное заявление вызвало негативную реакцию как в Армении, так и в Молдове, где многие представители гражданского общества, а также политики, осудили заявление омбудсмена, расценив его как провокационное и «проплаченное», направленное на обострение ситуации.
Вице-спикер Парламента Армении Эрмине Нагдалян заявила, что тезисы Григориу повторяют азербайджанскую пропаганду (подробнее об азербайджанских тезисах см. День геноцида азербайджанцев), в частности об «оккупации 20 % территории Азербайджана», «геноциде в Ходжалу» и «одном млн.беженцев из Нагорного Карабаха» (в докладе у Григориу речь шла об изгнании 1 миллиона беженцев с территории Армении и оккупированных районов Азербайджана). По утверждениям азербайджанской прессы в Армении угрожали жизни Аурелии Григориу, и она с трудом покинула территорию страны. Молдавские официальные лица отрицают какие-либо угрозы в адрес Григориу.
С заявлением о том, что выступление Аурелии Григориу было «серьезной ошибкой», выступил спикер Парламента Молдовы Игорь Корман. Также назвали мнение Григориу не соответствующим позиции молдавского национального института защиты прав человека член Конституционного Суда Молдовы Виктор Попан, заявивший «Парламент Молдавии сожалеет о случившемся. Я уполномочен от имени парламента попросить прощения» и другой молдавский омбудсмен — Анатолий Мунтяну. Лидер Демократической партии, экс-спикер парламента Молдавии, Мариан Лупу заявил, что Аурелия Григориу не имела права делать политические заявления и не исключил «существование такого фактора, как человеческая глупость, если речь не идёт о более страшном — политическом обязательстве и срежиссированной акции». Ряд молдавских неправительственных организаций, в том числе Институт публичной политики и Центр ресурсов по правам человека, адресовали парламентскому адвокату Аурелии Григориу публичное обращение, в котором потребовали от неё подать в отставку «в связи с несоответствием продемонстрированного недавно поведения занимаемой должности». Комиссия по правам человека и межэтническим отношениям парламента Молдовы констатировала «низкий уровень профессионализма Аурелии Григориу, политическую близорукость и политический непрофессионализм».
В поддержку и с согласием с позицией Аурелии выступило посольство Молдавии в Баку.
В августе 2013 года Аурелия Григориу была награждена азербайджанской золотой медалью Гейдара Алиева.

### Квартира Аурелии Григориу
По заявлению Григориу, после возвращения из Армении её стали преследовать молдавские власти, требуя продезинфицировать квартиру. Местная администрация в свою очередь утверждает, что это вызвано заявлениями соседей, жалующимися на множество собак в квартире Григориу, неприятный запах и тараканов.

### Ситуация со школой в Новотроицком
В октябре 2013 года Аурелия Григориу приняла участие в урегулировании скандальной ситуации в связи с закрытой школой в селе Новотроицкое Новоаненского района Молдовы. В сентябре 2013 года распоряжением районного совета в рамках процесса «оптимизации» школ был закрыт русскоязычный лицей села Новотроицкое. Жители устроили несколько акций протеста с перегораживанием дороги национального значения Кишинёв — Кэушень. Вначале Аурелия Григориу встретилась с протестующими, попросила увести детей с данной акции. Позже Аурелия Григориу подала в суд на решение Новоаненского районного совета и 4 октября 2013 года суд постановил приостановить решение о закрытии школы. Однако 22 октября в ходе собрания представителей Минпросвещения и местной власти было решено гимназию закрыть, чиновники объяснили это тем, что средств на её содержание нет.

## Награды
- 2013 год — Золотая медаль «Гейдар Алиев» (Азербайджан)[20]
- 2013 год — Ордена Святого Владимира за мужество, проявленное в деле защиты прав человека (Киев, Украина)[25]
- 2013 год — Почётная медаль Милли Меджлиса Азербайджанской Республики[26].
- 2013 год — Премия «Историческая подпись» (азерб. Tarixi İmza) (Азербайджан). Аурелия Григориу стала первой в истории обладательницей этой премии[27].
- 2013 год — Почётная грамота и медаль за двустороннее сотрудничество и смелость (Азербайджан)[28].
- 2013 год — Награда «За служение истине» (Совет по печати Азербайджана)[29].
- 2015 год — Орден «Qızıl Ürək» («Золотое сердце») (Национальный фонд «Деде Горгуд»)[30]
- 2017 год — Золотой орден «Друг Азербайджана» (международный журнал «Мой Азербайджан»)[31]